# Marquesado de la Ensenada
El marquesado de la Ensenada es un título nobiliario español, concedido por Felipe V de España en 8 de diciembre de 1736 a Zenón de Somodevilla y Bengoechea (1702-1781), en recompensa a las campañas del futuro Carlos III de España en el reino de Nápoles (1733-1736).

## Marqueses de la Ensenada
|                       | Titular                               | Periodo               |
| Creación por Felipe V | Creación por Felipe V                 | Creación por Felipe V |
| --------------------- | ------------------------------------- | --------------------- |
| I                     | Zenón de Somodevilla y Bengoechea     | 1702-1781             |
| II                    | Juan Bautista Terrazas y Somodevilla  | 1781-                 |
| III                   | José Francisco Terrazas y Somodevilla |                       |
| IV                    | Francisco Terrazas e Imbruzqueta      |                       |
| V                     | Juan Terrazas y Lastra                |                       |
| VI                    | Tomás Terrazas y Azpeitia             | -1923                 |
| VII                   | Juan Terrazas y Azpeitia              | 1923-                 |
| VIII                  | Ricardo Álvarez y Terrazas            | -1981                 |
| IX                    | Ricardo Juan Álvarez y de Furundarena | 1981-actual titular   |

## Historia de los marqueses de la Ensenada

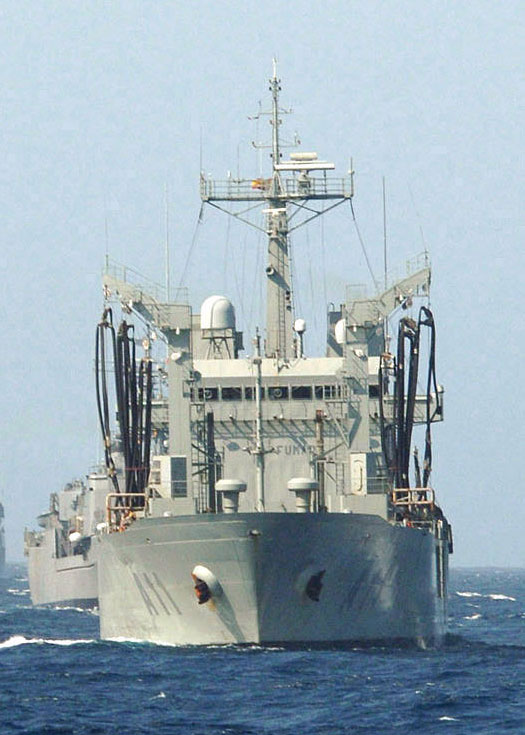
Buque auxiliar de la Armada Española Marqués de la Ensenada.

1. Zenón de Somodevilla y Bengoechea, I marqués de la Ensenada. No tuvo descendencia, por lo que le sucedió su sobrino, el hijo de su hermana mayor Juana de Somodevilla y Bengoechea, casada con Juan Bautista Terrazas y Pisón:

1. Juan Bautista Terrazas y Somodevilla, II marqués de la Ensenada. No tuvo descendencia, por lo que le sucedió su hermano:

1. José Francisco Terrazas y Somodevilla, III marqués de la Ensenada.

Casó con María Imbruzqueta y Rubio, le sucedió su hijo:
1. Francisco Terrazas e Imbruzqueta, IV marqués de la Ensenada.

Casó con Tomasa Lastra y Fernández. Le sucedió su hijo:
1. Juan Terrazas y Lastra, V marqués de la Ensenada.

Casó con Leandra Torres y Aysa, con descendencia, aunque le sucedió su primo, hijo de su tío Jacinto Terrazas e Imbruzqueta y de su esposa Ramona Azpeitia y Ferránz de Cambronero:
1. Tomás Terrazas y Azpeitia, VI marqués de la Ensenada.

Casó con Josefa Barrios y Aparicio, marquesa de Vistabella y tercera hija del expresidente de Guatemala Justo Rufino Barrios, no teniendo descendencia. Le sucedió su hermano:
1. Juan Terrazas y Azpeitia, VII marqués de la Ensenada

No tuvo descendencia, por lo que le sucedió su sobrino, hijo de su hermana Ramona Terrazas y Azpeitia y de su esposo José Álvarez y Alcaide:
1. Ricardo Álvarez y Terrazas, VIII marqués de la Ensenada.

Casó con América de Furundarena y Gil. Le sucedió su hijo:
1. Ricardo Juan Álvarez de Furundarena, IX marqués de la Ensenada.